# Kleemühle
Kleemühle (lb. Kléimillen) – mała miejscowość (lieu-dit) w północnym Luksemburgu, w kantonie Clervaux, w gminie Weiswampach. Do 3 października 2015 miejscowość leżała w dystrykcie Diekirch.